# Lance Bouma
Lance Gordon Bouma (* 25. März 1990 in Provost, Alberta) ist ein kanadischer Eishockeyspieler, der seit Juli 2025 bei den Dresdner Eislöwen aus der Deutschen Eishockey Liga (DEL) unter Vertrag steht. Zuvor verbrachte der Center unter anderem über sieben Jahre in der Organisation der Calgary Flames.

## Karriere
Beim Western Hockey League Bantam Draft 2005 nutzten die Vancouver Giants ihr zweites Wahlrecht, um die Rechte an Lance Bouma zu erwerben. In der Saison 2005/06 spielte er fast die gesamte Saison in der Rural Alberta Midget Hockey League. Noch als 15-Jährigen holten ihn die Vancouver Giants in die WHL und ließen ihn dort seine ersten Einsätze absolvieren. In fünf Spielen überzeugte er mit einem Tor und drei Vorlagen. In der Saison 2006/07 schaffte er den Sprung in die Stammmannschaft der Vancouver Giants. Bouma kam in 49 Spielen der regulären Saison und 22 Playoff-Partien zum Einsatz. In den Playoffs scheiterten die Giants erst im siebten Finalspiel an den Medicine Hat Tigers und verpassten es, den President’s Cup zu gewinnen. Dennoch qualifizierte sich das Team als gastgebende Mannschaft für den Memorial Cup 2007 und nahm im Endspiel erfolgreich Revanche an den Medicine Hat Tigers. Im gleichen Jahr spielte er auch für das Team Alberta bei den Canada Games 2007, wo er am Eishockeyturnier teilnahm. Bouma schoss zwei Tore und das Team beendete die Meisterschaft auf dem vierten Platz.

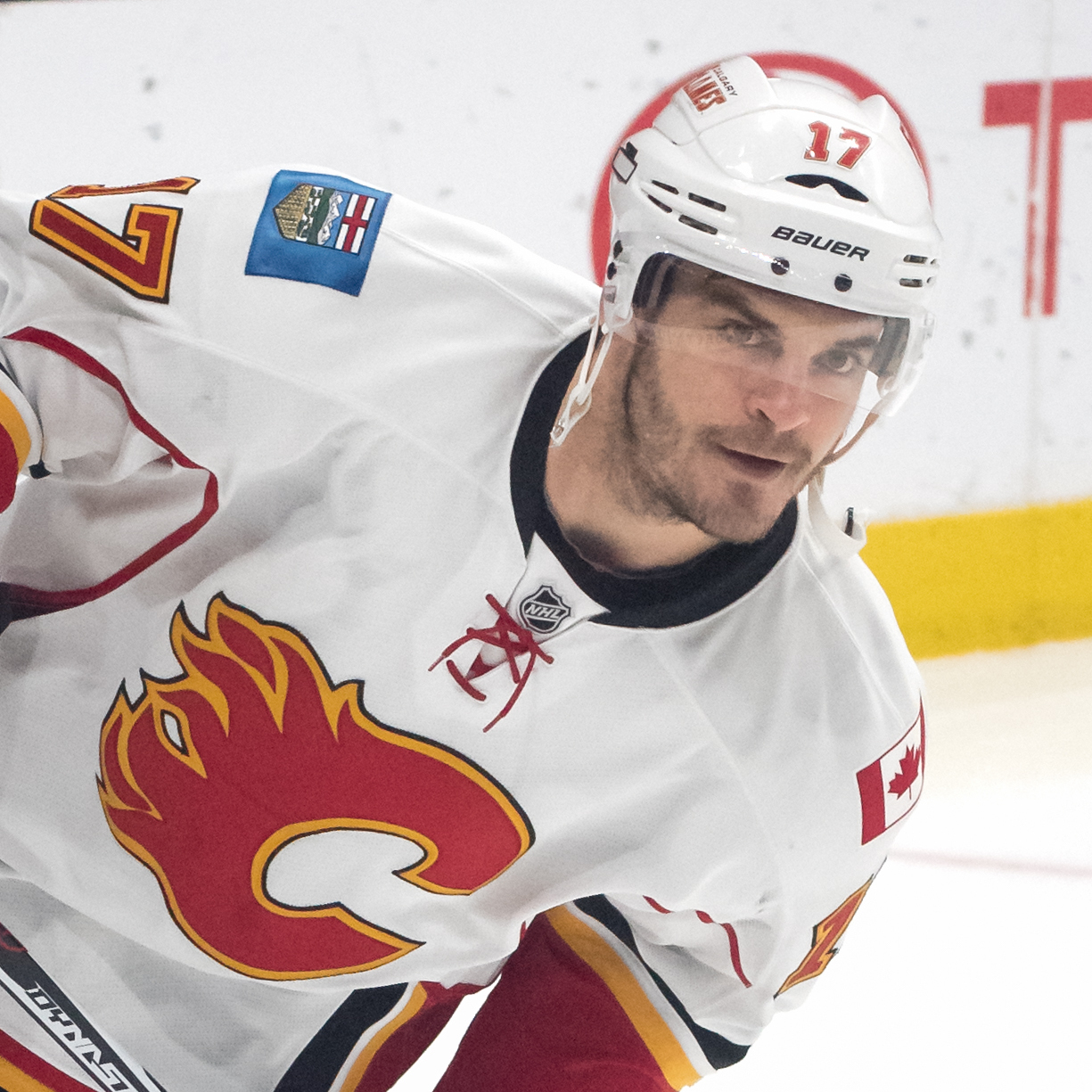
Bouma im Trikot der Calgary Flames (2016)

In der Saison 2007/08 stellte Bouma mit zwölf Toren und 35 Punkten in 71 Saisonspielen einen neuen Karriererekord auf. Dies führte dazu, dass er im NHL Entry Draft 2008 in der dritten Runde an 78. Stelle von den Calgary Flames aus der National Hockey League (NHL) ausgewählt wurde. In den Juniorenligen blieb er noch zwei weitere Jahre und in der Saison 2009/10 war er Mannschaftskapitän der Vancouver Giants, als das Team den Sprung in die dritte Playoff-Runde schaffte, aber sich den Tri-City Americans geschlagen geben musste. Nach dem Ausscheiden wurde Bouma in das AHL-Farmteam der Calgary Flames nach Abbotsford geschickt und absolvierte dort fünf Play-off-Spiele für die Abbotsford Heat. Nach einer Niederlage im sechsten Spiel gegen Hamilton schieden die Heat aus den Play-offs aus.
In der AHL-Saison 2010/11 stieg er zum Stammspieler bei den Abbotsford Heat auf. Er absolvierte eine gute Saison und in den ersten 49 Spielen traf er elf Mal ins gegnerische Tor. Bekannt ist Bouma vor allem für sein physisch starkes Spiel. Diese Qualitäten brachten ihm am 3. Februar 2011 seine erste Berufung in den Kader der Calgary Flames ein. Zwei Nächte später gab er sein Debüt für die Flames gegen die Los Angeles Kings. Seinen ersten Punkt verzeichnete Bouma am 7. Februar mit einem Assist, als er Mikael Backlund für ein Tor gegen die Chicago Blackhawks auflegte.
Nachdem er durch einen Riss von vorderem Kreuzband und Seitenband im Oktober 2012 für nahezu die komplette Saison 2012/13 ausgefallen war, stand er zu Beginn der Spielzeit 2013/14 wieder im Kader der Flames. Diesem gehörte er bis zum Ende der Spielzeit 2016/17 an, ehe er im Juli 2017 als Free Agent zu den Chicago Blackhawks wechselte. Dort erfüllte er einen Einjahresvertrag, der im Sommer 2018 allerdings nicht verlängert wurde. Anschließend wechselte Bouma erstmals nach Europa, als er sich im August 2018 dem Genève-Servette HC aus der Schweizer National League anschloss. Im September 2018 erlitt er eine Knieverletzung und fiel bis zum Saisonende aus.
Im September 2019 nahm er am Trainingslager der Los Angeles Kings teil, erhielt jedoch keinen Vertrag und wurde anschließend von den Ontario Reign verpflichtet, deren Farmteam. Dort verbrachte der Kanadier die Spielzeit 2019/20. Anschließend wagte er den Sprung ins europäische Ausland, als er im Dezember 2020 einen Vertrag beim IK Oskarshamn aus der Svenska Hockeyligan (SHL) unterzeichnete, da sich der Saisonstart in Nordamerika aufgrund der COVID-19-Pandemie verzögerte. Im Juni 2021 wechselte Bouma innerhalb der SHL zu den Malmö Redhawks. Für die Redhawks lief er zwei Spielzeiten lang auf und wechselte schließlich im Oktober 2023 zum Ligakonkurrenten Linköping HC, wo er ebenso lang aktiv war.
Nach insgesamt fünf Jahren im schwedischen Eishockey-Oberhaus nahm der Kanadier im Sommer 2025 ein Angebot der Dresdner Eislöwen an, die zuvor in die Deutsche Eishockey Liga (DEL) aufgestiegen waren.

## Erfolge und Auszeichnungen
- 2007 Memorial-Cup-Gewinn mit den Vancouver Giants

## Karrierestatistik
Stand: Ende der Saison 2024/25
(Legende zur Spielerstatistik: Sp oder GP = absolvierte Spiele; T oder G = erzielte Tore; V oder A = erzielte Assists; Pkt oder Pts = erzielte Scorerpunkte; SM oder PIM = erhaltene Strafminuten; +/− = Plus/Minus-Bilanz; PP = erzielte Überzahltore; SH = erzielte Unterzahltore; GW = erzielte Siegtore; 1 Play-downs/Relegation; Kursiv: Statistik nicht vollständig)